# Bahnstrecke Villaggio Duca degli Abruzzi–Bulo-Burti
| Feldbahn bei Villaggio Duca degli Abruzzi: Plantage Cocchi |                     |                              |                              |
| Streckenlänge: | 130 km              |                              |                              |
| Spurweite: | 600 mm (Schmalspur) |                              |                              |
| Zweigleisigkeit: | nein                |                              |                              |
| |                     |                              |                              |
| \| \| \| von Mogadischu (950 mm) \| \| \| \| 0 \| Villaggio Duca degli Abruzzi \| Villaggio Duca degli Abruzzi \| \| \| \| Dabingara \| \| \| \| 52 \| Baldoa \| Baldoa \| \| \| 65 \| Afgoi Addo \| Afgoi Addo \| \| \| 81 \| Gialassi \| Gialassi \| \| \| 100 \| Sciao \| Sciao \| \| \| 130 \| Bulo-Burti \| Bulo-Burti \| \| \| 156 \| Barta \| Barta \| \| \| \| Giglei \| \| \| \| \| Belet Uen \| \| \| \| \| Hiraan \| \| \| \| 280 \| Ferfer \| Ferfer \| \| \| \| \| \| \| Quellen: [1] \| \| \| \| |                     |                              |                              |
| Strecke (außer Betrieb) |                     | von Mogadischu (950 mm)      | von Mogadischu (950 mm)      |
| Kopfbahnhof Streckenende (Strecke außer Betrieb) · Kopfbahnhof Streckenanfang (Strecke außer Betrieb) | 0                   | Villaggio Duca degli Abruzzi | Villaggio Duca degli Abruzzi |
| Bahnhof (Strecke außer Betrieb) |                     | Dabingara                    | Dabingara                    |
| Bahnhof (Strecke außer Betrieb) | 52                  | Baldoa                       | Baldoa                       |
| Bahnhof (Strecke außer Betrieb) | 65                  | Afgoi Addo                   | Afgoi Addo                   |
| Bahnhof (Strecke außer Betrieb) | 81                  | Gialassi                     | Gialassi                     |
| Bahnhof (Strecke außer Betrieb) | 100                 | Sciao                        | Sciao                        |
| Bahnhof (Strecke außer Betrieb) | 130                 | Bulo-Burti                   | Bulo-Burti                   |
| Bahnhof (Strecke außer Betrieb) | 156                 | Barta                        | Barta                        |
| Bahnhof (Strecke außer Betrieb) |                     | Giglei                       | Giglei                       |
| Bahnhof (Strecke außer Betrieb) |                     | Belet Uen                    | Belet Uen                    |
| Bahnhof (Strecke außer Betrieb) |                     | Hiraan                       | Hiraan                       |
| Kopfbahnhof Streckenende (Strecke außer Betrieb) | 280                 | Ferfer                       | Ferfer                       |
| |                     |                              |                              |
| Quellen: |                     |                              |                              |

Die Bahnstrecke Villaggio Duca degli Abruzzi–Bulo-Burti war eine der wenigen Bahnstrecken, die in Somalia jemals gebaut wurden.

## Geografische Lage
In Villaggio Duca degli Abruzzi (heute: Jowhar) endete seit 1927 die Bahnstrecke Mogadischu–Villaggio Duca degli Abruzzi, die dieses landwirtschaftliche Zentrum mit dem Hafen von Mogadischu verband. Sie war in der für italienische Schmalspurbahnen üblichen Spurweite von 950 mm gebaut worden. Sie erschloss das Tal des Shabelle. Hier konnte neben anderen tropischen landwirtschaftlichen Produkten auch Zuckerrohr angebaut werden, wofür aber bei wirtschaftlicher Nutzung weiträumig Flächen erschlossen werden und eine Zuckerraffinerie zur Verfügung stehen mussten.

## Geschichte
Somalia war zur Zeit des Bahnbaus eine italienische Kolonie unter der Bezeichnung Italienisch-Somaliland. 1928 weihte anlässlich eines Besuchs der Kolonie Kronprinz Umberto (der spätere italienische König Umberto II.) die Zuckerraffinerie in Villaggio Duca degli Abruzzi ein. Sie gehörte der Società Saccarifera Somala (SSS), die ein weit ausgreifendes Netz von Feldbahnen in der Spurweite 600 mm mit einer Gesamtlänge von etwa 47 km errichtete, um das Zuckerrohr zur Fabrik zu transportieren. Darüber hinaus siedelte die Società Agricola Italo-Somala (SAIS) im Umfeld, 2400 italienische Familien in einem Gebiet von 25.000 ha an, um neben Zuckerrohr auch Baumwolle, Sesam, Sonnenblumen, Rizinus, Agaven und Bananen anzubauen. Um dieses große Gebiet zu versorgen, entstand ein Feldbahn-Netz, dessen zentrale Achse die Strecke Villaggio Duca degli Abruzzi–Bulo-Burti bildete. Der Ausbau hatte 1935/36 Buli-Burti (heute: Buulobarde) erreicht.
Im Zuge der italienischen Eroberung von Äthiopien 1935/36 erlangte die Bahn militärische Bedeutung. 1936 wurden die Bahnen des neu formierten Italienisch-Ostafrika in der Società Nazionale per le Ferrovie Coloniali Italiane zusammengefasst. Im Vorfeld des Zweiten Weltkriegs verlängerte das italienische Militär die Strecke Richtung äthiopischer Grenze bis Ferfer. Ob dieser Bahnbau aber je fertiggestellt und betrieben wurde, ist umstritten.
Im Zweiten Weltkrieg besetzten Ende Februar 1941 britische Truppen Mogadischu und wenige Tage später auch Villaggio Duca degli Abruzzi. In der Folge demontierten sie einen Teil der Infrastruktur und nahmen auch einen Teil der Fahrzeuge mit, die in Kenia weitere Verwendung fanden. Allerdings ging der Einsatz der Bahn für den landwirtschaftlichen Betrieb wohl weiter, denn nach dem Krieg war noch ein Netz von etwa 75 km Länge in Betrieb. Wann der Betrieb eingestellt wurde, scheint nicht bekannt.

## Fahrzeuge

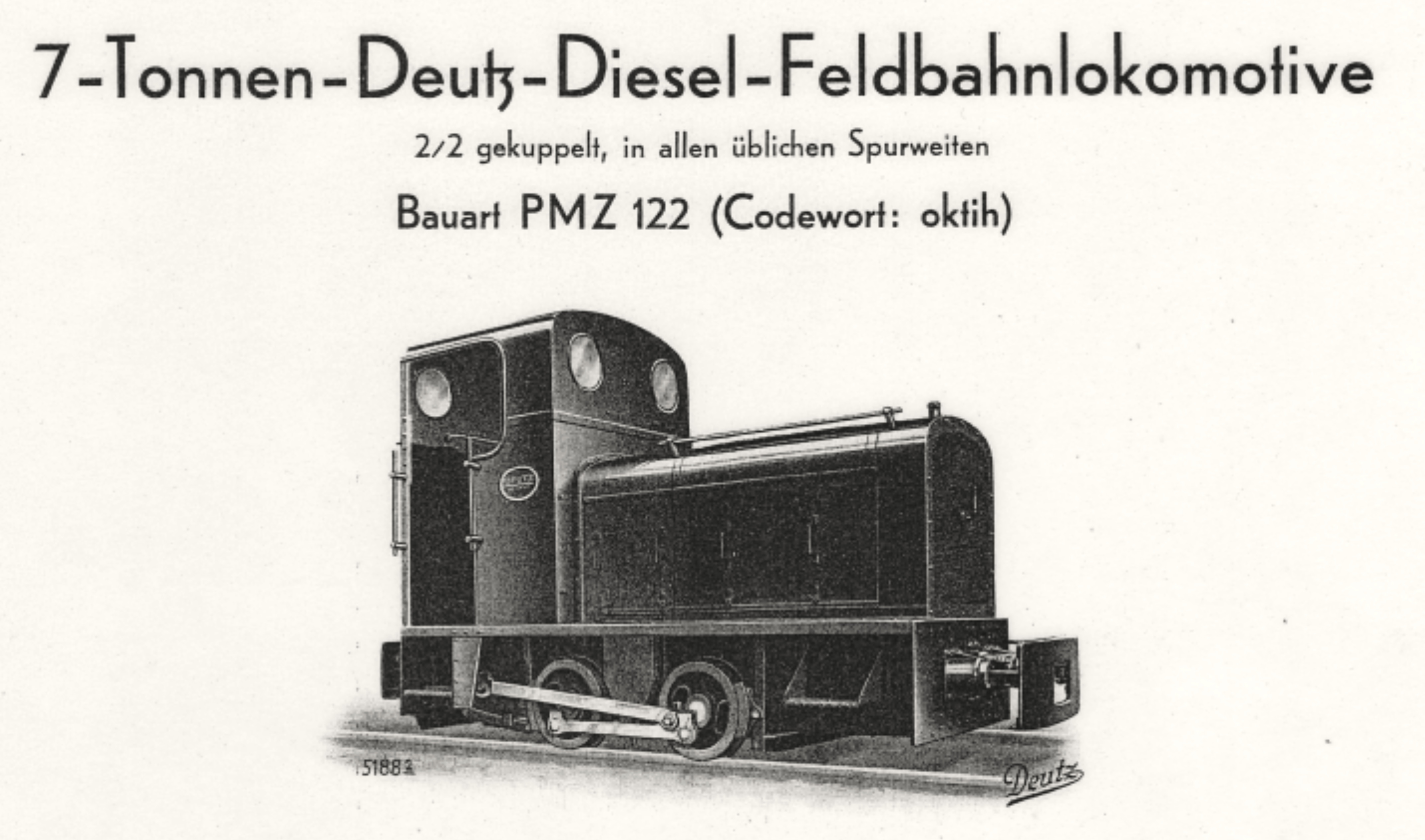
Deutz-Feldbahnlok PMZ122F (Kupplungs- und Pleuelstangen der PM-Serie sind rechteckig, die der OM-Serie sind rund)

Zunächst wurden vier zweiachsige Diesellokomotiven der Baureihe PMZ122F mit Stangenantrieb eingesetzt, die Klöckner-Humboldt-Deutz (KHD) 1927 und 1928 lieferte. Zwei weitere folgten 1929 und 1931. Es gab auch Wagen für die Personenbeförderung.
Im Zuge des italienischen Kriegs gegen Äthiopien 1935/36 beschaffte die Kolonie in diesen Jahren weitere 27 Lokomotiven der Baureihe RL32X, die Orenstein & Koppel lieferte.
Nach dem Zweiten Weltkrieg wurden ab 1964 in mehreren Chargen neue Lokomotiven beschafft, die letzten 1971, insgesamt 22, alle wieder von Orenstein & Koppel.